# Петрекей
Петрекей (рум. Petrăchei) — село у повіті Горж в Румунії. Входить до складу комуни Денчулешть.
Село розташоване на відстані 188 км на захід від Бухареста, 51 км на південний схід від Тиргу-Жіу, 44 км на північ від Крайови.

## Населення
За даними перепису населення 2002 року у селі проживали 144 особи, усі — румуни. Усі жителі села рідною мовою назвали румунську.